# Raul Peña
Raúl Garcia Peña (Madrid, 21 marzo 1977) è un attore e cantante spagnolo.

## Biografia
Diplomato presso la scuola di arte drammatica di Malaga, ha esperienza nel campo della musica, della danza, della televisione, del cinema e del teatro.
È conosciuto al pubblico soprattutto per aver interpretato il ruolo di Jero Ruiz all'interno della serie televisiva Paso adelante e quello di Carmelo Leal nella soap opera Il segreto.
Nel 2007 ha inciso l'album Que quieres que te diga per la EMI Records, insieme al gruppo degli SMS, formato dal cast del telefilm SMS, sin miedo a soñar.

## Filmografia

### Cinema
- Gente pez, regia di Jorge Iglesias (2001)
- Playa del futuro, regia di Peter Lichtefeld (2005)
- Cándida, regia di Guillermo Fesser (2006)
- Il caos da Ana (Caótica Ana), regia di Julio Medem (2007)
- Trío de ases: el secreto de la Atlántida, regia di Joseba Vázquez (2008)
- Desechos, regia di David Marqués (2010)
- Trezze, regia di Elbio Aparisi Nielsen (2014)
- El debut, regia di Gabriel Olivares (2016)

### Televisione
- Compañeros - serie TV, 29 episodi (1998-2002)
- Desesperado club social - serie TV, 15 episodi (1999)
- Antivicio - serie TV, 13 episodi (2000-2001)
- Hospital Central - serie TV, 1 episodio (2002)
- Periodistas - serie TV, 2 episodi (2002)
- Paso adelante (Un paso adelante) - serie TV, 47 episodi (2002-2004)
- Capital - serie TV, 1 episodio (2004)
- Matrimonio con hijos - serie TV, 2 episodi (2006)
- Estudio 1 - serie TV, 1 episodio (2006)
- SMS, sin miedo a soñar - serie TV, 187 episodi (2006-2007)
- El comisario - serie TV, 1 episodio (2007)
- La señora - serie TV, 38 episodi (2008-2010)
- 14 de abril. La República - serie TV, 13 episodi (2011)
- Los misterios de Laura - serie TV, 2 episodi (2014)
- Victor Ros - miniserie TV, 2 episodi (2014)
- Ciega a citas - serie TV, 9 episodi (2014)
- Il segreto (El secreto de Puente Viejo) - serial TV (2014-2019)
- Habitaciones cerradas - miniserie TV, 2 episodi (2015)

## Doppiatori italiani
- Francesco Pezzulli in Paso adelante
- Luca Graziani in Il segreto